# Harmony (banda)
Harmony fue una banda neerlandesa de pop de la década de 1970. 
El grupo consiguió ganar la selección neerlandesa para participar en Eurovisión el 22 de febrero. El 22 de abril representó a los Países Bajos en el Festival de la Canción de Eurovisión 1978 que se celebró en París. Allí la banda interpretó la canción "'t Is OK" y finalizaron en 13.er lugar de 20 participantes con 37 puntos.
Harmony estaba formada por tres miembros: Rosina Louwaars, Donald Lieveld y Ab van Woudenberg.